# Dibamus
Dibamus là một chi thằn lằn không chân trong họ Dibamidae.

## Các loài
22 loài dưới đây hiện đang công nhận:
- Dibamus alfredi Taylor, 1962
- Dibamus bogadeki Darevsky, 1992
- Dibamus booliati Das & Yaakob, 2003
- Dibamus bourreti Angel, 1935
- Dibamus celebensis Schlegel, 1858
- Dibamus dalaiensis Neang et al., 2011[4]
- Dibamus deharvengi Ineich, 1999
- Dibamus dezwaani Das & Lim, 2005
- Dibamus greeri Darevsky, 1992
- Dibamus ingeri Das & Lim, 2003
- Dibamus kondaoensis Honda et al., 2001
- Dibamus leucurus (Bleeker, 1860)
- Dibamus montanus M.A. Smith, 1921
- Dibamus nicobaricum Steindachner, 1867
- Dibamus novaeguineae A.M.C. Duméril & Bibron, 1839
- Dibamus seramensis Greer, 1985
- Dibamus smithi Greer, 1985
- Dibamus somsaki Honda et al., 1997
- Dibamus taylori Greer, 1985
- Dibamus tebal Das & Lim, 2009
- Dibamus tiomanensis Diaz et al., 2004
- Dibamus vorisi Das & Lim, 2003